# Martinskirche (Leinsweiler)

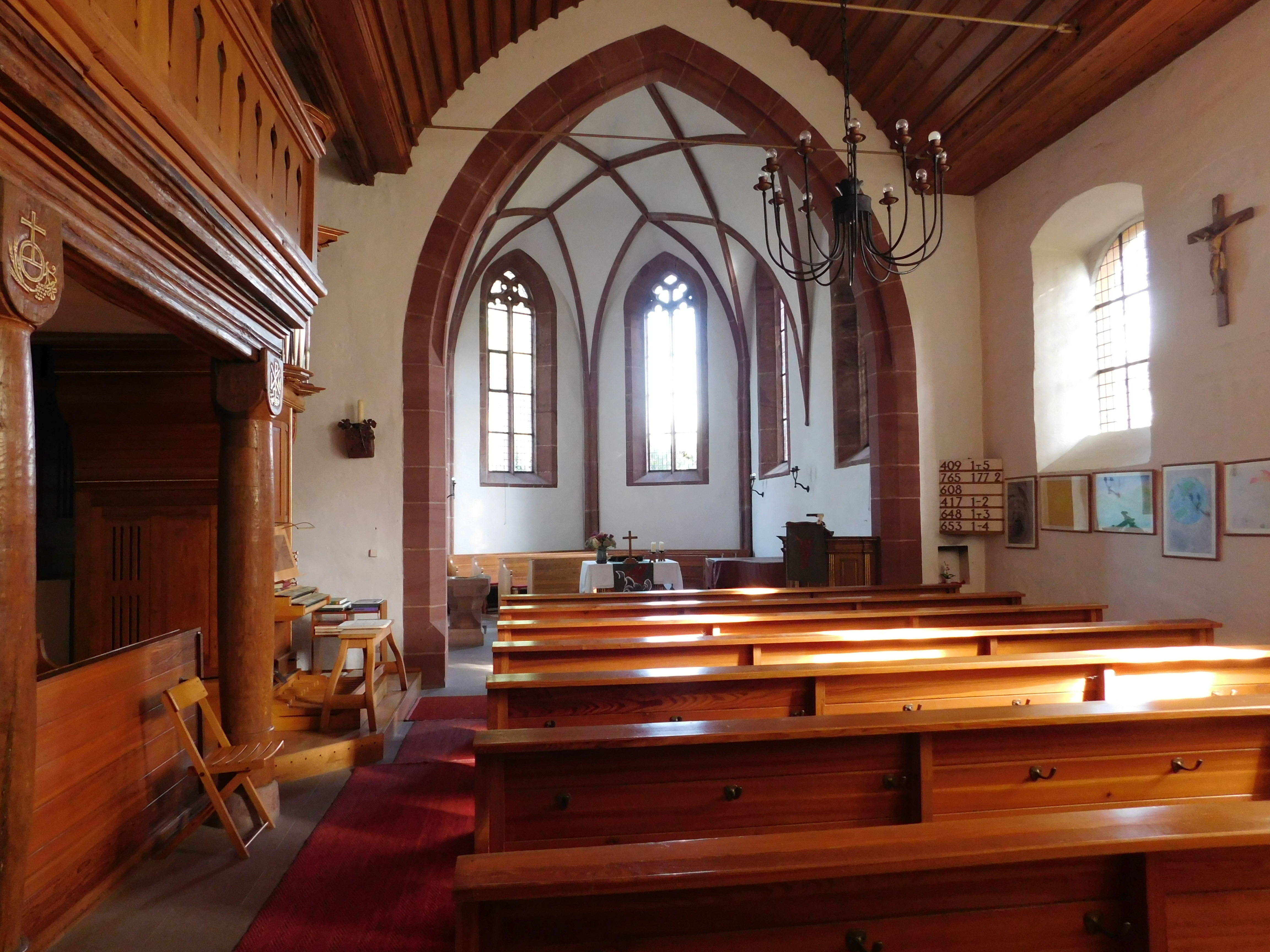
Inneneinrichtung

Die Martinskirche – alternativ protestantische Pfarrkirche genannt – ist das einzige Kirchengebäude innerhalb der Ortsgemeinde Leinsweiler. Sie steht unter Denkmalschutz.

## Geographie
Die Kirche befindet sich am nördlichen Siedlungsrand der Ortsgemeinde innerhalb der örtlichen Kirchstraße und trägt die Hausnummer 10.

## Geschichte
Die Kirche wurde im 13. Jahrhundert errichtet und erfuhr in den folgenden Jahrhunderten mehrere Umbauten beziehungsweise Erweiterungen. Ihr Ursprung geht bis in die späte Merowingerzeit zurück, als eine Kapelle als Vorgängerbau errichtet wurde. Der bayerische Maler Max Slevogt, der sich vor Ort niederließ, beging 1898 seine Hochzeit mit Antonie „Nini“ Finkler in der Kirche.

## Architektur
Bei der Kirche handelt es sich um einen Saalbau. Sie umfasst einen spätgotischen Chor, ein Langhaus und einen Turm, die jeweils aus dem 13. Jahrhundert stammen. Die Sonnenuhr ist mit der Jahreszahl 1596 bezeichnet. Die Kirchhofpforte und die Treppenanlage stammen aus dem 18. Jahrhundert.

## Innenausstattung
Seit 1978 verfügt die Kirche über eine Klais-Orgel.